# Пенёнжек, Щепан Александр
Щепан Александр Пенёнжек (Пенионжек) (пол. Szczepan Aleksander Pieniążek; 27 декабря 1913, Слуп (ныне Гарволинский повят, Польша) — 1 июля 2008, Констанцин-Езёрна) — польский учёный-плодовод.

## Биография
В 1933 году поступил в ВаршГУ, который он окончил в 1938 году. В том же году руководство ВаршГУ направила дипломированного специалиста на стажировку в Корнеллский университет в США, где он учился вплоть до 1946 года. После окончания стажировки какое-то время работал в Университете Род-Айленд в Кингстоне. В том же году вернулся в Варшаву и заведовал кафедрой в Варшавской сельскохозяйственной академии вплоть до 1951 года. В 1951 году основал, открыл и возглавил Институт плодоводства в Скерневицах и проработал вплоть до 1966 года. 

## Научные работы
Основные научные работы посвящены различным вопросам плодоводства.
- Изучал различные системы обработки почвы в садах.
- Разрабатывал методы борьбы с периодичностью плодоношения яблони.
- Уделял значительное внимание изучению морозостойкости плодовых культур.

## Избранные сочинения
- Пенионжек Щ.А. «Вокруг плодоводческого мира».

## Членство в обществах
- Вице-президент Польской АН (1975-80).
- Иностранный член ВАСХНИЛ (1970-92).
- Член Академии сельскохозяйственных наук НРБ.
- Член Польской АН (1964-2008).
- Член-корреспондент Академии сельскохозяйственных наук ГДР.
- Член-корреспондент Сельскохозяйственной академии Франции.

## Награды и премии
- 1978 — Государственная премия ПНР.